# 德赖普朗 (路易斯安那州)
德赖普朗（英語：Dry Prong），是美国路易斯安那州下属的一座村镇。根据2010年美国人口普查，该市有人口436人。建置上，属于“village”。